# Мачеллариу, Хория
Хория Ион Помпилиу Мачеллариу (рум. Horia Ion Pompiliu Macellariu; 28 апреля 1894, Крайова — 11 июля 1989, Бухарест) — контр-адмирал румынских военно-морских сил в годы Второй мировой войны.

## Биография
Родился в семье инженера и дочери кавалерийского офицера. 
Окончил школу имени Михая Храброго в Бухаресте и Артиллерийскую, инженерную и морскую школу, 15 июня 1915 года ему было присвоено звание сублокотенента (второго лейтенанта). Во время Первой мировой войны служил адъютантом Николае Негру на корабле Principele Nicolae.
В 1926 году получил степень доктора в области политики и экономики. С 1927 по 1928 год учился в военно-морской академии в Париже.
В 1944 году контр-адмирал румынских военно-морских сил Хория Мачеллариу стал командиром самого крупного соединения румынского флота — дивизии Чёрного моря. Руководил эвакуацией германских и румынских войск из Крыма (операция "60 000") и Одессы в апреле-мае 1944 года.
В ходе блестяще проведённой операции вывез из Крыма 57 386 немецких военнослужащих, 35 877 румынских солдат и 25 480 других людей (в основном бывших советских граждан).
За это награждён 27 мая 1944 года германским Рыцарским крестом Железного креста.
24 марта 1945 года переведён в резерв вооруженных сил Румынии. 8 ноября 1945 года стал одним из организаторов монархистской демонстрации в Бухаресте, после чего жил в Румынии под чужим именем, пока не был арестован 19 апреля 1948 года. Находился в заключении до 29 июля 1964 года. Позднее был реабилитирован и восстановлен в звании контр-адмирала. Умер в Бухаресте в возрасте 95 лет, был похоронен на кладбище монастыря Козия рядом с родителями и женой.
Свободно владел английским, итальянским, немецким и французским языком. Автор трудов по тактике:
- Dreptul internaţional în războiul maritim
- Activitatea flotilei austro-ungare pe Dunăre în războiul mondial
- Strategia navală
- În plin uragan

В его честь назван корвет румынских военно-морских сил и улица в Бухаресте.